# Syntomospina
Syntomospina is een geslacht van uitgestorven slangsterren uit de familie Ophiuridae.

## Soorten
- Syntomospina kaiyangensis Feng, 1985 †
- Syntomospina kuehni Morris, Rollins & Shaak, 1973 †